# 卡累利阿组曲

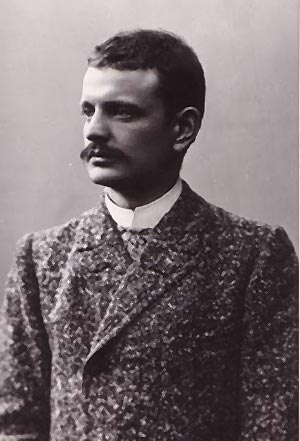
西贝柳斯于1891年在维也纳学习时的肖像

《卡累利阿组曲》（芬蘭語：Karelia-sarja，或译为《卡雷利亚组曲》），作品11，是由芬兰作曲家西貝流士在1893年为在芬蘭大公國境内的維堡学生会所作《卡累利阿音乐》（Karelia Music）中的一部分，是西貝流士最受欢迎的作品之一，该组曲以其中第三乐章的进行曲最为著名。《卡累利阿音乐》于1893年11月13日在帝国亚历山大大学的一场该学生会组织的社交晚会上由西貝流士亲自指挥并首演。而《卡累利阿组曲》是在1894年从原先的《卡累利阿音乐》选取部分乐章并组成而来。
《卡累利阿音乐》是一部描写卡累利阿当地从13世纪始到归于芬蘭大公國的这一段历史的带有强烈卡累利阿主义和芬兰民族主义色彩的音乐戏剧作品，原统共由1个序曲、8个音画曲（Tableaux）和2个間奏曲组成，预计演奏时间为40分钟。后为了演奏方便，故西貝流士选取了其中的三个乐章组成现世所熟知的《卡累利阿组曲》以方便乐团练习及表演，预计演奏时间为16分钟。原作大部分手稿已经遗失或被作者焚毁，只留下其《序曲》和《卡累利阿组曲》保存于赫尔辛基大学。目前已经存在根据该组曲和作曲家风格并结合卡累利阿当地民族文化而做的曲目补全作品。

## 历史

### 创作和首演
从公元11世纪开始到19世纪末期，卡累利阿地区一直都是东西方霸权在北欧争夺的利益焦点，西貝流士所创作的《卡累利阿音乐》正是记录当地在这段时期历史进程。根据《弗雷德里克港和約》，沙皇俄国于1809年从瑞典手中夺取了芬兰地区并建立其附庸芬蘭大公國，卡累利阿以内的所有地区由此成为俄国的一部分。此后，芬兰虽是沙俄的附庸，但当地一直都保持着相对的政治和文化的独立。而从19世纪60年代开始，沙俄开始对芬兰地区进行俄羅斯化运动。与此同时，芬兰民族主义开始趋于发展，其中卡累利阿主义也是在同时期诞生。1892年夏天，西贝柳斯与他的妻子爱诺在卡累利阿度蜜月。1893年，他受到帝国国立亚历山大大学学生会的邀请并委托他可以创作一篇富有芬兰民族特色的音乐作品，名曰促进当地的教育事业，实为鼓舞当地民族独立运动。作为浪漫民族主义代表人物的西貝流士欣然同意并周游卡累利阿当地以收集素材，他认为现代民族主义的音乐观应当是以传达当地民间音乐的本质为基础，而不是记叙当地文字化或者修辞化的内容。之后他创作了《卡累利阿音乐》并于该年的11月在維堡的城镇大厅首次指挥演出。因为该音乐作品富有张力和民族主义的特质，首场演出便获得非常大的成功。西貝流士对该作品的首演评价道：
|                        | 来自观众们的掌声和欢呼声是如此之大，以至于我根本无法听到任何音符 |
| ——西貝流士给他哥哥的信 |                                                                  |

### 作品的传世
为今后演奏方便考虑，西貝流士在1893年后将原先的《卡累利阿音乐》组合成一个序曲和八个画音曲，而现今的《卡累利阿组曲》只选用了其中的三个乐章。西貝流士于1899年将其序曲和《卡累利阿组曲》中所作的三个乐章卖给了芬兰的芬尼卡·盖尔曼音樂出版社（Fennica Gehrman）。然而在当时芬兰民族主义气氛的渲染下，大多数观众将《卡累利阿音乐》的成功归结于其借鉴了另一个芬兰音乐作品《我们的国家》。这样的评价背离了西貝流士将《卡累利阿音乐》作为自己的一个独立的和完整的作品的初衷，也使他渐渐地感到自责和为难。根据西貝流士夫人的记述，他于1940年代焚毁了许多他的音乐作品，其中就包括《卡累利阿音乐》，原版的完整《卡累利阿音乐》自此未能保留下来。

### 作品的补全
为重现完整的原作《卡累利阿音乐》，从1965年开始，芬兰音乐家卡勒维·库奥萨（Kalevi Kuosa）根据后续发现的早期较为完整的乐队分谱进行补全工作。而后芬兰作曲家卡勒维·阿霍（Kalevi Aho）继承库萨的工作并补足了原先严重缺失的低音弦乐部分，最终卡列维·阿霍的补全工作于1997年完成并于同年由奥斯莫·万斯凯指挥拉蒂交响乐团（Lahti Symphony Orchestra）完成演奏。除此之外，芬兰作曲家约尼·凯派宁（Jouni Kaipainen）于1998年也完成了该作品的补全工作并由托马斯·汉尼凯宁（Tuomas Hannikainen）指挥坦佩雷爱乐乐团（Tampere Philharmonic Orchestra）完成演奏。

## 配器
|  | 木管乐器 2 长笛 2 双簧管 2 单簧管（降B调） 2 巴松管 | 铜管乐器 4 圆号 3 小号 2 长号 打击乐器 定音鼓 鈴鼓 大鼓 | 弦乐器 第一、第二小提琴 中提琴 大提琴 低音提琴 |

## 结构
该组曲如下包含三个乐章，分别是間奏曲（第一乐章）、敘事曲（第二乐章）和进行曲（第三乐章）。

### 第一乐章
第一乐章为间奏曲（Intermezzo），似进行曲式的欢快的快板，取自原《卡累利阿音乐》中第三个场景。该乐章记录了立陶宛公爵纳里蒙在1333年于普里奧焦爾斯克省收取税金的场景，该乐章在一种踏着行军气氛的渲染下，使用圆号和弦乐组此起彼伏的紧密配合和小号渐强和渐弱的转换，以营造出一种由远至近再由近至远的场景切换。

### 第二乐章
第二乐章为叙事曲（Ballade），取自原《卡累利阿音乐》中第四个场景。该乐章描绘了瑞典国王卡爾八世于1446年听他的一位宫廷乐师在維堡演奏的场景。该乐章由单簧管的二重奏展开，之后引出弦乐组的演奏再紧接以英國管的独奏，该乐章以重现开始时所奏的内容作为结尾。

### 第三乐章
该组曲的最后一个乐章为進行曲風的（Alla marcia），取自原《卡累利阿音乐》中第五个场景的下一个间奏曲。该乐章记录了瑞典将军彭图斯（Pontus De la Gardie）对普里奧焦爾斯克地区的征服行动。《卡累利阿音乐》首演时，该乐章的开始曾有烟花表演作为其演奏的一部分。除了一些和弦的改动外，第三乐章与在《卡累利阿音乐》中的原曲并无二致，该乐章以充满激昂和英雄般的情绪演奏纪念彭图斯在该地区的军事胜利。

## 外部連結
- 卡累利阿组曲：国际乐谱典藏计划上的乐谱
- Jean Sibelius ‘Karelia Suite’: Exploring Folk Culture （页面存档备份，存于）
- 小议西贝柳斯《卡累利阿音乐》的补全
- 西貝流士(Jean Sibelius, 1865-1957)：卡雷利亞組曲(Karelia Suite) Op. 11 （页面存档备份，存于）
- Jean Sibelius, Miriam Fried, Helsinki Philharmonic Orchestra, Okko Kamu – Violin Concerto / Karelia Suite / Finlandia （页面存档备份，存于）